# Baldovino V di Gerusalemme
Baldovino V degli Aleramici (Gerusalemme, 1177 – Acri, 1186) fu re di Gerusalemme, prima in co-regno con lo zio Baldovino IV (1183–1185) e poi da solo sotto la reggenza del conte Raimondo III di Tripoli (1185–1186).

## Biografia
Era figlio di Guglielmo Spadalunga di Monferrato e della principessa Sibilla di Gerusalemme (sorella del re Baldovino IV).
Baldovino V fu incoronato come co-regnante il 20 novembre 1183 dallo zio, ormai sempre più debole per la lebbra. Anche se il nipote aveva solo cinque anni, Baldovino IV voleva evitare una presa del potere con la forza da parte di Guido di Lusignano, secondo marito della sorella Sibilla. Alla morte dello zio quindi il piccolo Baldovino divenne unico re, sotto la reggenza di Raimondo III di Tripoli e di Boemondo III di Antiochia e la tutela di Joscelin III di Edessa, restandolo però per appena un anno. Il suo breve regno fu caratterizzato da torbidi e intrighi operati dalla grande nobiltà del regno, la quale aspirava ad aumentare la propria influenza cercando di manipolare il giovane sovrano, sua madre e la zia Isabella di Gerusalemme.
A peggiorare ulteriormente le cose c'erano anche i ripetuti attacchi di Saladino alle fortezze di frontiera dei crociati, causati anche dall'incapacità diplomatica e dalla rapacità di alcuni importanti feudatari, come Rinaldo di Châtillon. Erano in molti nel regno a chiedere all'Europa di inviare soccorsi, ma furono ottenuti solo aiuti economici. Quando poi fu inviata una delegazione per richiedere la proclamazione di una nuova crociata, essa non ebbe successo e la situazione non mutò.
Dopo appena un anno di regno, Baldovino, che era sempre stato di salute cagionevole, morì nell'estate del 1186 a soli nove anni di età. Salì così al trono il patrigno Guido di Lusignano, il quale, circondatosi di consiglieri inetti ed imprudenti, portò i Franchi alla disfatta di Ḥaṭṭīn e alla conseguente proclamazione della Terza Crociata.

## Arte, letteratura e cinema
Una rappresentazione molto romanzata di Baldovino V si trova nel film di Ridley Scott Le crociate - Kingdom of Heaven (Kingdom of Heaven) del 2005. In una serie di scene tagliate, i medici inviati dal Saladino capiscono che il nipote del Re Lebbroso è a sua volta stato colpito dalla lebbra. Sibilla, devastata dalla scoperta, decide di ucciderlo prima che diventi come lo zio, versandogli veleno nell'orecchio.

## Ascendenza
|                                      |                        |                                                | Genitori                                      |  |  | Nonni |  |  | Bisnonni                           |  |  | Trisnonni                             |  |
|                                      |                        |                                                |                                               |  |  |       |  |  | Ranieri I, marchese del Monferrato |  |  | Guglielmo IV, marchese del Monferrato |  |
|                                      |                        |                                                |                                               |  |  |       |  |  | Ranieri I, marchese del Monferrato |  |  | Guglielmo IV, marchese del Monferrato |  |
|                                      |                        | Otta di Agliè                                  |                                               |  |  |       |  |  | Ranieri I, marchese del Monferrato |  |  |                                       |  |
| Guglielmo V, marchese del Monferrato |                        |                                                |                                               |  |  |       |  |  | Ranieri I, marchese del Monferrato |  |  |                                       |  |
|                                      |                        | Gisella di Borgogna                            | Guglielmo I, conte di Borgogna                |  |  |       |  |  |                                    |  |  |                                       |  |
|                                      |                        | Gisella di Borgogna                            | Guglielmo I, conte di Borgogna                |  |  |       |  |  |                                    |  |  |                                       |  |
|                                      |                        | Gisella di Borgogna                            | Stefania                                      |  |  |       |  |  |                                    |  |  |                                       |  |
| Guglielmo del Monferrato             |                        | Gisella di Borgogna                            |                                               |  |  |       |  |  |                                    |  |  |                                       |  |
|                                      |                        | Leopoldo III di Babenberg, margravio d'Austria | Leopoldo II di Babenberg, margravio d'Austria |  |  |       |  |  |                                    |  |  |                                       |  |
|                                      |                        | Leopoldo III di Babenberg, margravio d'Austria | Leopoldo II di Babenberg, margravio d'Austria |  |  |       |  |  |                                    |  |  |                                       |  |
|                                      |                        | Leopoldo III di Babenberg, margravio d'Austria | Ida di Formbach-Ratelnberg                    |  |  |       |  |  |                                    |  |  |                                       |  |
| Giuditta di Babenberg                |                        | Leopoldo III di Babenberg, margravio d'Austria |                                               |  |  |       |  |  |                                    |  |  |                                       |  |
|                                      |                        | Agnese di Franconia                            | Enrico IV di Franconia, imperatore dei Romani |  |  |       |  |  |                                    |  |  |                                       |  |
|                                      |                        | Agnese di Franconia                            | Enrico IV di Franconia, imperatore dei Romani |  |  |       |  |  |                                    |  |  |                                       |  |
|                                      |                        | Agnese di Franconia                            | Berta di Savoia                               |  |  |       |  |  |                                    |  |  |                                       |  |
| Baldovino V, re di Gerusalemme       |                        | Agnese di Franconia                            |                                               |  |  |       |  |  |                                    |  |  |                                       |  |
|                                      | Folco V, conte d'Angiò | Folco IV, conte d'Angiò                        |                                               |  |  |       |  |  |                                    |  |  |                                       |  |
|                                      | Folco V, conte d'Angiò | Folco IV, conte d'Angiò                        |                                               |  |  |       |  |  |                                    |  |  |                                       |  |
|                                      | Folco V, conte d'Angiò | Bertrada di Montfort                           |                                               |  |  |       |  |  |                                    |  |  |                                       |  |
| Amalrico I, re di Gerusalemme        | Folco V, conte d'Angiò |                                                |                                               |  |  |       |  |  |                                    |  |  |                                       |  |
|                                      |                        | Melisenda, regina di Gerusalemme               | Baldovino II, re di Gerusalemme               |  |  |       |  |  |                                    |  |  |                                       |  |
|                                      |                        | Melisenda, regina di Gerusalemme               | Baldovino II, re di Gerusalemme               |  |  |       |  |  |                                    |  |  |                                       |  |
|                                      |                        | Melisenda, regina di Gerusalemme               | Morfia di Melitene                            |  |  |       |  |  |                                    |  |  |                                       |  |
| Sibilla, regina di Gerusalemme       |                        | Melisenda, regina di Gerusalemme               |                                               |  |  |       |  |  |                                    |  |  |                                       |  |
|                                      |                        | Joscelin II, conte di Edessa                   | Joscelin I, conte di Edessa                   |  |  |       |  |  |                                    |  |  |                                       |  |
|                                      |                        | Joscelin II, conte di Edessa                   | Joscelin I, conte di Edessa                   |  |  |       |  |  |                                    |  |  |                                       |  |
|                                      |                        | Joscelin II, conte di Edessa                   | Beatrice d'Armenia                            |  |  |       |  |  |                                    |  |  |                                       |  |
| Agnese di Edessa                     |                        | Joscelin II, conte di Edessa                   |                                               |  |  |       |  |  |                                    |  |  |                                       |  |
|                                      |                        | Beatrice di Saona                              | …                                             |  |  |       |  |  |                                    |  |  |                                       |  |
|                                      |                        | Beatrice di Saona                              | …                                             |  |  |       |  |  |                                    |  |  |                                       |  |
|                                      |                        | Beatrice di Saona                              | …                                             |  |  |       |  |  |                                    |  |  |                                       |  |
|                                      |                        | Beatrice di Saona                              |                                               |  |  |       |  |  |                                    |  |  |                                       |  |